# Coupe du monde de ski de vitesse 2025
Navigation
2024 Édition suivante
La Coupe du monde de ski de vitesse 2025 se déroule du 21 janvier 2025 à Salla (Finlande) au 20 mars 2025 à Vars  (France). La compétition est mise en place par la Fédération internationale de ski et de snowboard où 7 épreuves, masculines comme féminines, déterminent le vainqueur du globe de cristal (récompense décernée au vainqueur).
Chez les hommes, l'Italien Simone Origone l'emporte pour une incroyable 16e fois avec 5 victoires sur 7 courses. Il précède le Français Bastien Montès qui compte 2 victoires. Le Français Simon Billy, quadruple champion du monde  et recordman du monde en titre, complète le podium.
Chez les dames, l'Italienne Valentina Greggio remporte le titre pour la 7e fois, en s'adjugeant les 7 courses. Elle devance la Française Cléa Martinez et la jeune Suédoise Agnes Abrahamsson qui monte pour la première fois sur le podium.

## Déroulement de la saison
7 épreuves sont prévues au départ pour les hommes comme pour les dames, dans 4 stations situées dans 4 pays européens différents.

## Classement général
| Rang | Nom              | Points | Victoire(s) | Podium(s) |
| ---- | ---------------- | ------ | ----------- | --------- |
| 1er  | Simone Origone   | 660    | 5           | 7         |
| 2e   | Bastien Montès   | 475    | 2           | 5         |
| 3e   | Simon Billy      | 430    |             | 3         |
| 4e   | Radim Palan      | 280    |             | 4         |
| 5e   | Tawny Wagstaff   | 237    |             | 1         |
| 6e   | Ugo Portal       | 220    |             |           |
| 7e   | Michal Bekes     | 179    |             |           |
| 8e   | Marc Amann       | 174    |             |           |
| 9e   | Olof Abrahamsson | 162    |             |           |
| 10e  | Tom Martinez     | 150    |             |           |

| Rang | Nom                     | Points | Victoire(s) | Podium(s) |
| ---- | ----------------------- | ------ | ----------- | --------- |
| 1re  | Valentina Greggio       | 700    | 7           | 7         |
| 2e   | Cléa Martinez           | 520    |             | 6         |
| 3e   | Agnes Abrahamsson       | 320    |             | 5         |
| 4e   | Maëlle Loridon          | 320    |             |           |
| 5e   | Cornelia Thun Sandström | 300    |             | 2         |
| 6e   | Marta Visa Carol        | 269    |             |           |
| 7e   | Siri Kling Andersson    | 250    |             | 1         |
| 8e   | Sylvie Hudeckova        | 182    |             |           |
| 9e   | Mathilda Persson        | 116    |             |           |
| 10e  | Seraina Murk            | 94     |             |           |

## Calendrier

### Hommes
| Date            | Lieu      | Vainqueur                                             | Vitesse vainqueur                                     | Deuxième                                              | Troisième                                             |
| 21 janvier 2025 | Salla     | Simone Origone                                        | 159,82 km/h                                           | Simon Billy                                           | Bastien Montès                                        |
| 22 janvier 2025 | Salla     | Bastien Montès                                        | 155,57 km/h                                           | Simone Origone                                        | Radim Palan                                           |
| 31 janvier 2025 | Vars      | Simone Origone                                        | 180,88 km/h                                           | Klaus Schrottshammer                                  | Bastien Montès                                        |
| 2 février 2025  | Vars      | Simone Origone                                        | 202,12 km/h                                           | Simon Billy                                           | Bastien Montès                                        |
| 13 février 2025 | Formigal  | Annulé (conditions météo) - Reporté au 19 mars à Vars | Annulé (conditions météo) - Reporté au 19 mars à Vars | Annulé (conditions météo) - Reporté au 19 mars à Vars | Annulé (conditions météo) - Reporté au 19 mars à Vars |
| 19 mars 2025    | Vars      | Simone Origone                                        | 189,95 km/h                                           | Tawny Wagstaff                                        | Radim Palan                                           |
| 20 mars 2025    | Vars      | Simone Origone                                        | 201,75 km/h                                           | Simon Billy                                           | Radim Palan                                           |
| 20 mars 2025    | Vars      | Bastien Montès                                        | 202,13 km/h                                           | Simone Origone                                        | Radim Palan                                           |
| 3 avril 2025    | Grau Roig | Annulé - Anticipé le 20 mars à Vars                   | Annulé - Anticipé le 20 mars à Vars                   | Annulé - Anticipé le 20 mars à Vars                   | Annulé - Anticipé le 20 mars à Vars                   |
| 4 avril 2025    | Grau Roig | Annulé - Anticipé le 20 mars à Vars                   | Annulé - Anticipé le 20 mars à Vars                   | Annulé - Anticipé le 20 mars à Vars                   | Annulé - Anticipé le 20 mars à Vars                   |

### Femmes
| Date            | Lieu      | Vainqueur                                             | Vitesse vainqueur                                     | Deuxième                                              | Troisième                                             |
| 21 janvier 2025 | Salla     | Valentina Greggio                                     | 156,80 km/h                                           | Cléa Martinez                                         | Cornelia Thun Sandström                               |
| 22 janvier 2025 | Salla     | Valentina Greggio                                     | 154,16 km/h                                           | Cléa Martinez                                         | Cornelia Thun Sandström                               |
| 31 janvier 2025 | Vars      | Valentina Greggio                                     | 179,43 km/h                                           | Cléa Martinez                                         | Agnès Abrahamsson                                     |
| 2 février 2025  | Vars      | Valentina Greggio                                     | 202,14 km/h                                           | Agnès Abrahamsson                                     | Siri Kling Andersson                                  |
| 13 février 2025 | Formigal  | Annulé (conditions météo) - Reporté au 19 mars à Vars | Annulé (conditions météo) - Reporté au 19 mars à Vars | Annulé (conditions météo) - Reporté au 19 mars à Vars | Annulé (conditions météo) - Reporté au 19 mars à Vars |
| 19 mars 2025    | Vars      | Valentina Greggio                                     | 187,37 km/h                                           | Cléa Martinez                                         | Agnès Abrahamsson                                     |
| 20 mars 2025    | Vars      | Valentina Greggio                                     | 198,44 km/h                                           | Cléa Martinez                                         | Agnès Abrahamsson                                     |
| 20 mars 2025    | Vars      | Valentina Greggio                                     | 199,10 km/h                                           | Cléa Martinez                                         | Agnès Abrahamsson                                     |
| 3 avril 2025    | Grau Roig | Annulé - Anticipé le 20 mars à Vars                   | Annulé - Anticipé le 20 mars à Vars                   | Annulé - Anticipé le 20 mars à Vars                   | Annulé - Anticipé le 20 mars à Vars                   |
| 4 avril 2025    | Grau Roig | Annulé - Anticipé le 20 mars à Vars                   | Annulé - Anticipé le 20 mars à Vars                   | Annulé - Anticipé le 20 mars à Vars                   | Annulé - Anticipé le 20 mars à Vars                   |